# Bathyraja tzinovskii
Bathyraja tzinovskii е вид хрущялна риба от семейство Arhynchobatidae. Видът не е застрашен от изчезване.

## Разпространение и местообитание
Разпространен е в Русия (Камчатка, Курилски острови и Сахалин) и Япония (Хоншу).
Среща се на дълбочина от 1766 до 2500 m, при температура на водата около 1,7 °C и соленост 34,6 ‰.

## Описание
На дължина достигат до 69 cm.